# Marktleugast

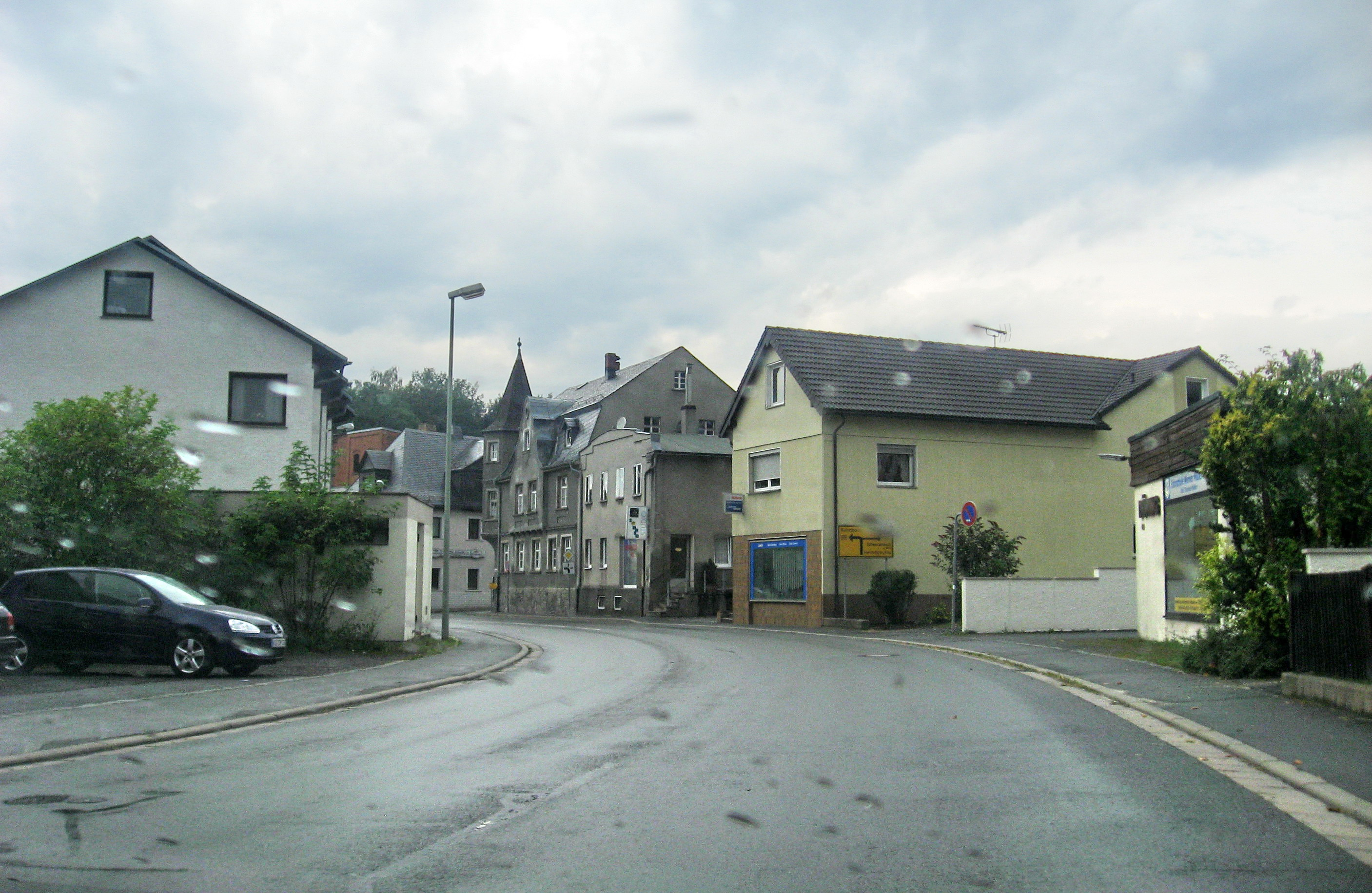
Marktleugast

Marktleugast – gmina targowa w Niemczech, w kraju związkowym Bawaria, w rejencji Górna Frankonia, w regionie Oberfranken-Ost, w powiecie Kulmbach, siedziba wspólnoty administracyjnej Marktleugast. Leży w Lesie Frankońskim, przy drodze B289.
Gmina położona jest 14 km na północny wschód od Kulmbach i 25 km na południowy zachód od Hof.

## Dzielnice
W skład gminy wchodzą następujące dzielnice: 
| - Baiersbach - Filshof - Großrehmühle - Hanauerhof - Hermes - Hinterrehberg | - Hohenberg - Hohenreuth - Kleinrehmühle - Kosermühle - Mannsflur - Marienweiher | - Marktleugast - Mittelrehberg - Neuensorg - Ösel - Roth - Steinbach | - Tannenwirtshaus - Traindorf - Vorderrehberg - Weihermühle - Zegastmühle |

## Polityka
Wójtem jest Manfred Huhs. Rada gminy składa się z 17 członków:
|      | CSU | SPD | FDP | Wolni Wyborcy | Razem     |
| 2002 | 6   | 1   | 1   | 9             | 17 miejsc |

### Współpraca
Miejscowość partnerska:
- Pilisszentiván, Węgry

## Zabytki i atrakcje
- klasztor Marienweiher